# Воронежский поселковый совет (Шосткинский район)
Воронежский поселковый совет (укр. Воронізька селищна рада) — входит в состав
Шосткинского района
Сумской области
Украины.
Административный центр поселкового совета находится в 
пгт Воронеж
.

## Населённые пункты совета
- пгт Воронеж
- с. Курдюмовка
- с. Масиков